# 埃什南纳
埃什南纳（楔形文字：𒂠𒉣𒈾𒆠，EŠ2-NUN-NAKI），伊拉克古城，即今泰勒艾斯迈尔，位于今伊拉克中部迪亚拉河谷。芝加哥大学东方研究所发掘发现。约公元前3000年即有人定居。此后不断扩大。于乌尔第三王朝时为地方长官驻地，乌尔第三王朝结束后独立。后为巴比伦第一王朝国王汉穆拉比征服。在巴格达阿布哈尔迈勒丘发现的《伊施嫩納法典》时间早于《汉穆拉比法典》。